# Hospital de Salud Mental San Francisco de Asís
El Hospital de Salud Mental San Francisco de Asís, es un hospital público de la ciudad de Corrientes (Argentina), dependiente del Ministerio de Salud Pública. Se encuentra en la calle Vélez Sársfield 99.

## Historia
El Hospital de Salud Mental San Francisco de Asís, se inaugura como hospital psiquiátrico en el año 1970.
El nosocomio atiende a pacientes que tienen diagnóstico de enfermedades mentales.